# متلازمة ألبرز-هوتنلوشر
متلازمة البرز هوتنلوشر (بالإنجليزية:  Alpers-Huttenlocher-Syndrom اختصارًا AHS)‏ هي متلازمة انتكاسية غالبا ما تظهر في مرحلة الطفولة. ويمتاز المرض بانتكاسة عصبية تدريجية في مرحلة الطفولة متصاحب مع مرض كبدي واعتلالات عصبية وفي الطفولة يعانون من أمراض الكبد ونمو شاذ متصلب تدريجي.

## التسمية
تم تسميته على اسم اثنين من أطباء الأعصاب الأمريكيين بيرنارد جاكوب ألبرز وبيتر هوتنلشر.

## مظاهر سريرية
تُعرف متلازمة ألبرز هتنلوشر بأنها اعتلال كبدي دماغي مع فقدان للحمض النووي للميتوكوندريا والأعراض الثلاثية الانحدار النفسي الحركي، التشنجات، أمراض الكبد.
بعبارات بسيطة، نوع من إضعاف مسارات الأعصاب في الدماغ مرتبط بضعف القدرة على التنقل البدني وضعف قوي في الجهاز المناعي.
يبدأ المرض بالتطور في الأسابيع الأولى من الحياة مرحلة الطفولة. قد تكون الأعراض الأولى هي نوبات الصرع والقيء والجفاف واضطرابات في المشي وضعف العضلات (اعتلال عضلي).
دورة المرض اللاحقة تمتاز بنوبات صرع مستعصية، ومرض في الكبد والموت المبكر.

## سبب المرض
سبب المرض هو خلل وراثي متنحي جسماني للميتوكوندريا (طفرات في جين غاما بوليميريز غاما -إنزيم ميتوكوندري)، مما يؤدي إلى اضطراب استقلاب الطاقة. لذلك تتأثر كثير من الاعضاء لا سيما الأعضاء النشطة الأيض مثل الكبد والعضلات الهيكلية والدماغ. تتراوح احتمالية إصابة الطفل بهذا المرض بنسبة طفل واحد ما بين مائة ألف وربع مليون، وبالتالي فهو نادر الحدوث.

## وصلات خارجية
- يمكن العثور على معلومات حول المرض على ulmer-aerzte.de
- نظرة عامة على المرض (كتاب إلكتروني)